# محمدمهدی نمازی
محمدمهدی نمازی ( زاده ۱۲۷۶ شیراز - ۱۳۵۸) بازرگان، عضو اتاق بازرگانی تهران و سناتور و نماینده مجلس شورای ملی در ادوار نهم تا چهاردهم بود.

## زندگی‌نامه
خانواده نمازی‌ها از دوره كريمخان زند  در کار تجارت باچين و هند ومصر بودند و حتی یکی از اعضای خانواده آنان به  مقام وزیری تجارت جمال عبدالناصر رئیس‌جمهور مصر رسید. 
نمازی‌ها از قدیم، خانواده‌ای اقتصادی و سیاسی بودند. جد بزرگ آنها(محمد جواد نمازی شیرازی مشهور به شیخ‌الشریعه اصفهانی)از علمای سیاسی و ضد استعماری در دوره قاجاریه بود که علیه هر دو حکومت روس و انگلیس  فتوای جهاد صادر کرد. اما نمازی‌های دوره  پهلوی  دوم، عموما متحد حکومت  بودند و به مقامات مهم حکومتی مثل نمایندگی مجلس سنا، مشاور و عضویت اتاق بازرگانی تهران رسیدند. یکی از آنها در هنگام واقعه سينما ركس آبادان، استاندار خوزستان بود. شاخه‌ای از نمازی‌ها، هنوز هم کمابیش در عرصه فعالیت‌های سیاسی کشور حضور دارند. 
حوزه فعالیت اقتصادی نمازی‌ها بسیار متنوع بود. در دوره قاجاریه به تجارت منسوجات، كتيرا و ترياك ایران به خارج مشغول بودند. ناگفته نماند که ترياك  در آن زمان ماده ای قاچاق نبود و یکی از مهمترین محصولات صادراتی ایران به حساب می آمد. بعدها كارخانه نساجی فخر رازی را پایه گذاری کردند. در دوره  پهلوی دوم کار واردات خودرو بیوک را انجام می دادند.
تجارت خارجی آنها در کمپانی شرق انجام می شد اما ماندگارترین کار خانواده نمازی در صنعت بانکداری و راه‌اندازی بانک انگليس و ايران و «بانك هنگ کنگ» بود که  بسیاری از این شرکت‌ها و بانک ها در سال ۵۸ مصادر شدند و متمولین این خاندان از ایران رفتند.
مهدی نمازی در سال ۱۲۷۶ شمسی  در شیراز به دنیا آمد.  
پدرش محمدحسین به تجارت اشتغال داشت و او نیز پیشه پدر را ادامه داد اما سودای سیاست در سر داشت. 
نمازی نمایندگی صادرات کتیرا به اروپا و امریکا را در اختیار داشت. 

## نمایندگی مجلس شورای ملی و سنا
در زمستان ۱۳۱۱ به نمایندگی شیراز در مجلس شورای ملی انتخاب شد (دوره نهم). او کرسی خود را در مجلس تا دوره چهاردهم حفظ کرد. و در این دوره از نمایندگی استعفا داد. در استعفانامه او در توجیه کناره‌گیری‌اش از نمایندگی نوشته شده بود: «انجام این وظیفه با وضع فعلی برای بنده دشوار و استعفای خود را تقدیم می‌نمایم و چون جریان کارها به این منوال است داوطلب دوره بعد هم نمی‌باشم. فکر کناره‌گیری مدتی است برای بنده پیش آمده ولی وقوع حوادث سخت و لزوم پایداری و مقاومت موجب تأخیر در اجرای منظور گردید. اکنون می‌بینم به‌کلی محیط مستعد برای پیشرفت کار و انجام وظیفه نیست دیگر با ذکر علل و جهات که بر همه معلوم و روشن است». 
با گشایش مجلس سنای ایران در سال ۱۳۲۸ نمازی به عضویت این مجلس برگزیده شد و تا دوره ششم مجلس سنا عضو این مجلس باقی ماند.
در دوران نمایندگی مجلس در عصر رضاخان توانست انحصار صادرات کتیرا را به دست آورد و از این راه ثروت زیادی اندوخت. نمازی در کابینه سهیلی با کمک هژیر تصویب نامه انحصار کتیرا و واگذاری ان به نمازی را تجدید کرد.
مهدی نمازی دردوران جنگ جهانی دوم، در مشارکت با دو یهودی نامدار؛ مه یر عبدالله و کتّانه پیمانکاری ارتش ایالات متحده را در ایران بدست داشت. زمانی که ارتش امریکا ایران را تخلیه می کرد، نمازی وکتّانه ومه یر عبدالله کلیه شرکتی به نام ایران ماشین تاسیس و تمام وسایل نقلیه ارتش امریکا در ایران که صدها دستگاه اتومبیل جیپ و کامیون می‌شد، یک‌جا خریدند و ان را در زمینی بزرگ متعلق به کتّانه واقع در خیابان پهلوی (بالاتر از میدان ولی‌عصر کنونی ) انبار کردند و به‌تدریج با سود کلان فروختند. سال‌ها بعد با اعمال نفوذ آموزگار سناتور نمازی از پرداخت مالیات این شرکت معاف شد.

## عضویت دراتاق بازرگانی
او در سال ۱۳۰۹ تا ۱۳۱۴ عضو اتاق بازرگانی شیراز بود و در سال  ۱۳۲۳ در  انتخابات اتاق بازرگانی ایران پیروز شد. در سال ۱۳۲۸ کاندیدای اتاق بازرگانی برای مجلس سنا شد  و در ۱۰ سال بعد  به عنوان عضو اتاق بازرگانی تهران برگزیده شد. در انتخابات ۲۱ بهمن ۱۳۳۳ اتاق بازرگانی تهران از بین ۱۱۵۶ رای ۱۰۴۷  رای آورد